# Lőrincz Beáta
Lőrincz Beáta (Bonyhád, 1960) magyar viselet- és jelmeztervező, koreográfus.

## Élete
Apai ágon bukovinai székely, anyai ágon magyarországi német családból származik. Középiskolai tanulmányait a budapesti Könyves Kálmán Gimnázium matematika–fizika tagozatán folytatta, majd a Magyar Táncművészeti Főiskola táncpedagógus szakán szerzett diplomát, 1992-ben. Már tizenéves korában aktív részese lett a magyarországi táncházmozgalomnak, előbb táncosa, majd koreográfus-asszisztense lett a Timár Sándor, később Varga Zoltán vezette Bartók Táncegyüttesnek. Varga Zoltánnal utóbb házasságot is kötött, s az 1990-es években már együtt alapították meg a Fóti Népművészeti Szakközépiskolát, amely országosan egyedülálló intézményként jött létre és működik azóta is.
A néptánc oktatásához kapcsolódva kezdett foglalkozni a hagyományos magyar öltözködéskultúrával, ezért modellezést és ruhatervezést is tanult a Könnyűipari Műszaki Főiskola Ruhaipari Tanszékén. Már az 1990-es években önálló vállalkozást alapított az eredeti magyar népviseleti hagyományokat megjelenítő, akár a hétköznapokban is hordható viseletek, ruhadarabok készítésére. Jelmeztervezőként vett részt a Hagyományok Háza Magyar Állami Népi Együttes több műsorának megalkotásában.
Családja még az 1980-as években költözött Solymárra, ő maga az 1990-es évek óta él a községben. Már 1995-ben néptáncoktatást indított a település művelődési házában, később férjével együtt megalapította a Műhely Alapfokú Művészetoktatási Intézményt, amely intézményi keretet adott számukra a néptáncoktatásnak – emellett néhány tanéven keresztül óraadó tanárként dolgozott a Pázmány Péter Katolikus Egyetemen is –, illetve 1999-ben megalapították a Cédrus Táncegyüttest, amelynek művészeti vezetője és koreográfusa is. Tagja még a Hagyományok Háza Baráti Kör Egyesület elnökségének és a Népművészeti Egyesületek Szövetsége Ruha-, és Viseletkészítő Szakmai Bizottságának, utóbbinak elnöki minőségben.
Lakóhelyén közéleti szerepet is vállalt: már 2006-ban, majd 2010-ben és 2014-ben is elindult az önkormányzati választáson (előbbi esetben a Fidesz által támogatott független, a következő két alkalommal Fideszes jelöltként). 2006-ban nem jutott mandátumhoz, 2010-ben viszont a testület tagja, és az Oktatási, Közművelődési, Ifjúsági és Sport Bizottság elnöke lett; ugyanebben a pozícióban maradt a 2014–2019-es önkormányzati ciklusban is.

### Magánélete
Első férjétől egy lánya, Varga Zoltánnal kötött második házasságából egy leány- és egy fiúgyermeke született.